# 和田満治
和田 満治（わだ みつはる、1932年1月26日 - 1991年12月13日）は、日本の経営者。イズミヤ社長を務めた。

## 経歴
大阪府大阪市出身。1954年に関西学院大学経済学部を卒業し、繊維問屋での勤務を経て、1956年8月にいずみや(現在のイズミヤ)に入社。1960年6月に常務に就任し、1970年4月に専務を経て、1972年4月には社長に就任。
1991年12月13日腎臓癌のために死去。59歳没。